# Gheorghe Falcă
Gheorghe Falcă (n. 22 ianuarie 1967, Brad, Hunedoara, România) este un inginer și politician român. La alegerile locale din 2004 a fost ales primar al municipiului Arad, și a fost apoi reales la fiecare astfel de scrutin până în 2016: la cel din 2008, a fost reales cu 66,67% din voturi; în 2012 cu 47,31% din voturi (un singur tur)., iar în 2016 cu 46,12% din voturi (tot un singur tur).
A fost ales europarlamentar pe lista Partidului Național Liberal (PNL) la alegerile europarlamentare din 2019 și apoi reales la cele din 2024.